# گونائل رنو
گونائل رنو (انگلیسی: Gwenaël Renaud؛ زادهٔ ۴ اکتبر ۱۹۸۳) بازیکن فوتبال اهل فرانسه است.